# Trebesgrund
Trebesgrund ist ein Gemeindeteil der Kreisstadt Kronach im Landkreis Kronach (Oberfranken, Bayern).

## Geographie
Die Einöde liegt an der bewaldeten Anhöhe Letzenberg (557 m ü. NHN, 0,7 km nordwestlich). Ein Anliegerweg führt nach Letzenberg (0,3 km südwestlich) bzw. nach Steinberg zur Staatsstraße 2200 (1,3 km östlich).

## Geschichte
Gegen Ende des 18. Jahrhunderts bestand Trebesgrund aus einem Anwesen. Das Hochgericht übte das bambergische Centamt Kronach aus. Grundherr des Söldengütleins war das Kastenamt Kronach.
Mit dem Gemeindeedikt wurde Trebesgrund dem 1808 gebildeten Steuerdistrikt Friesen und der 1818 gebildeten Ruralgemeinde Friesen zugewiesen. Am 1. Mai 1978 wurde Trebesgrund im Zuge der Gebietsreform in Bayern in Kronach eingegliedert.

### Einwohnerentwicklung
| Jahr      | 001818 | 001861 | 001871 | 001885 | 001900 | 001925 | 001950 | 001961 | 001970 | 001987 |
| Einwohner | 6      | 5      | 8      | 7      | 7      | 6      | 6      | 7      | 6      | 5      |
| Häuser    | 1      |        |        | 1      | 1      | 1      | 1      | 1      |        | 1      |
| Quelle    | [ 5 ]  | [ 7 ]  | [ 8 ]  | [ 9 ]  | [ 10 ] | [ 11 ] | [ 12 ] | [ 13 ] | [ 14 ] | [ 1 ]  |

## Religion
Der Ort ist römisch-katholisch geprägt und war ursprünglich nach St. Johannes der Täufer (Kronach) gepfarrt, seit dem 19. Jahrhundert ist die Pfarrei St. Georg (Friesen) zuständig.